# Paraphomia
Paraphomia is een geslacht van vlinders van de familie snuitmotten (Pyralidae), uit de onderfamilie Galleriinae.

## Soorten
- P. disjuncta Whalley, 1964
- P. natalensis Hampson, 1901
- P. vineteella Hampson, 1901